# Torralba del Río
Torralba del Río ist ein spanischer Ort und Gemeinde in der autonomen Region Navarra. Sie liegt in der Merindad de Estella, in der Comarca Estella Occidental und 80 km von der Hauptstadt der Region, Pamplona, entfernt. 2024 hatte die Gemeinde 97 Einwohner.
Die Gemeinde besteht aus den Ortschaften Otiñano, Nuestra Señora de Codés und Torralba del Río.